# Автомагістраль A1 (Литва)
Автомагістраль A1 — магістраль у Литві, що з'єднує три найбільші міста країни: Вільнюс, Каунас і Клайпеду. Довжина шосе 311,4 кілометри, що робить його найдовшим маршрутом шосе в Литві.
Шосе вказано як автомагістраль між муніципальними кордонами Вільнюса та Клайпеди. Не включає ділянки, які перетинають Вієвіс, Каунас і Судяйняй (де є однорівневе перехрестя, які іноді використовується сільськогосподарським транспортом). Магістраль має дві проїзні частини по дві смуги на всій ділянці. Сюди не входить ділянка поблизу Каунаса між розв'язками з автомагістралями A5 і A6. Зараз йде реконструкція, де дорога буде розширена на чотири проїзні частини по дві смуги з однією короткою ділянкою з чотирма смугами, яка вже відремонтована. Дві зовнішні проїжджі частини будуть використовуватися для з’єднання щільно розташованих місцевих розв’язок з обмеженням швидкості 90 км/год, тоді як дві внутрішні проїжджі частини уникатимуть сполучення з місцевими розв’язками, а обмеження швидкості буде вищим зі 110 км/год. Внутрішні проїзні частини будуть з’єднані з’їздами із зовнішніми проїжджими частинами. Основною причиною, чому дорога зараз будується, є те, що ця ділянка має найвищий AADT у Литві з усіх доріг поза міськими районами.

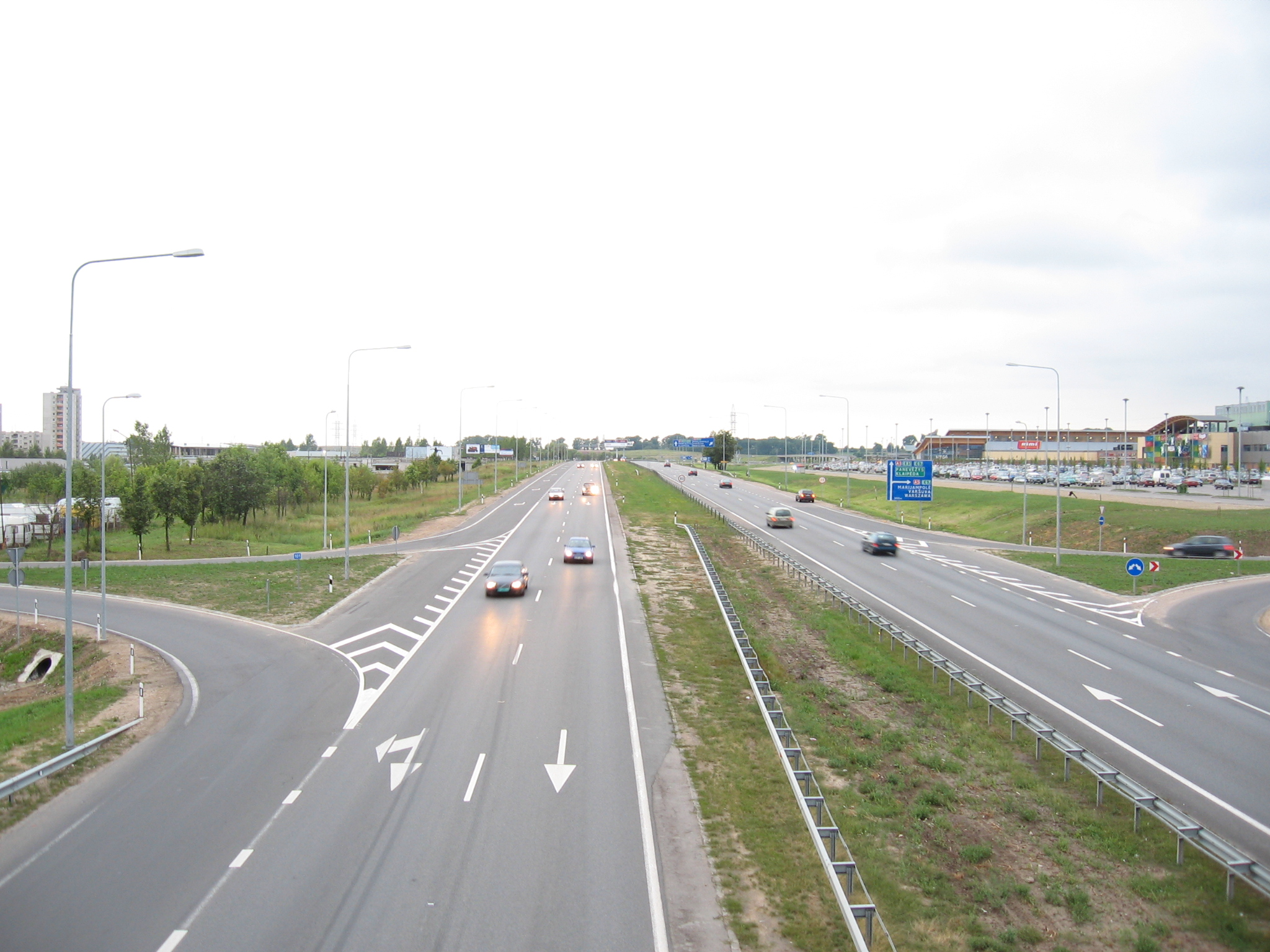
Шосе A1 в Каунасі перед проведенням робіт з розширення

До 2021 року лише ділянка Каунас-Клайпеда вважалася автомагістраллю, тоді як ділянка Каунас-Вільнюс вважалася швидкісною з 2006 року. Каунас-Вільнюс мала занадто багато неякісних характеристик для отримання статусу автомагістралі. Реконструкція відбулася в 2020 році, під час якої багато другорядних елементів дороги були відремонтовані для виконання стандартів безпеки 130 км/год руху. Це, зокрема, реконструкція смуг біля розв’язок, зменшення кількості деяких спусків, усунення можливості пішохідного переходу на рівні, будівництво пішохідних підземних і естакадних переходів. Нова автомагістраль залишиться не повністю розділеною, оскільки є деякі точки, куди можна під’їхати до шосе через праві виїзди та в’їзди, які не є частинами роз’їздів із роздільними рівнями. Це незвично для автомагістралей у Європі, оскільки до більшості автомагістралей тут можна під’їхати через перехрестя з роздільними рівнями.
Шосе проходить по всій довжині E85 з відносно короткою ділянкою E67 на північний захід від Каунаса, також відомою як Віа Балтика.
Шосе Вільнюс—Каунас було завершено 3 листопада 1970 року, а Каунас—Клайпеда — 1 вересня 1987 року. Замінивши перші 40 кілометрів побудованої в 1930-х роках Жемайтійської дороги, що тягнеться від Каунаса.

## Дивись також
- Транспорт Литви